# Dichelyma intermedius
Dichelyma intermedius là một loài Rêu trong họ Fontinalaceae. Loài này được Hartm. mô tả khoa học đầu tiên năm 1849.